# Hamburg Open 2024 - Doppio femminile
Il singolare femminile del torneo di tennis professionistico Hamburg Open 2024, facente parte della categoria WTA 125 nell'ambito del WTA 125 2024, si svolge dal 6 al 10 agosto 2024 a Amburgo, in Germania. Miriam Kolodziejová e Angela Kulikov erano le campionesse in carica, ma Kulikov ha scelto di non partecipare a questa edizione del torneo. Kolodziejová ha fatto coppia con Anastasia Dețiuc, ma sono state sconfitte in semifinale da Anna Bondár e Kimberley Zimmermann.
In finale Bondár e Zimmermann hanno sconfitto Arantxa Rus e Nina Stojanović con il punteggio di 5-7, 6-3, [11-9].

## Teste di serie
1. Maia Lumsden /  Anna Sisková (quarti di finale)

1. Angelica Moratelli /  Sabrina Santamaria (quarti di finale)

## Wildcard
1. Noma Noha Akugue /  Ella Seidel (semifinale)

## Tabellone

### Legenda
| - Q = Qualificato - WC = Wild card - LL = Lucky loser | - ALT = Alternate - SE = Special Exempt - PR = Protected Ranking | - w/o = Walkover - r = Ritirato - d = Squalificato |

|  | Quarti di finale | Quarti di finale           | Quarti di finale           | Quarti di finale | Quarti di finale |  |  | Semifinali | Semifinali              | Semifinali             | Semifinali                  | Semifinali |   |     | Finale | Finale                           | Finale | Finale | Finale |  |
|  |                  |                            |                            |                  |                  |  |  |            |                         |                        |                             |            |   |     |        |                                  |        |        |        |  |
|  | 1                | M Lumsden A Sisková        | M Lumsden A Sisková        | 61               | 0                |  |  |            |                         |                        |                             |            |   |     |        |                                  |        |        |        |  |
|  |                  | A Bondár K Zimmermann      | A Bondár K Zimmermann      | 7                | 6                |  |  |            | A Bondár K Zimmermann   | 2                      | 6                           | [10]       |   |     |        |                                  |        |        |        |  |
|  |                  | V Heisen T Korpatsch       | V Heisen T Korpatsch       | 1                | 4                |  |  |            | A Dețiuc M Kolodziejová | 6                      | 1                           | [4]        |   |     |        |                                  |        |        |        |  |
|  |                  | A Dețiuc M Kolodziejová    | A Dețiuc M Kolodziejová    | 6                | 6                |  |  |            |                         |                        |                             |            |   |     |        | Anna Bondár Kimberley Zimmermann | 5      | 6      | [11]   |  |
|  |                  | A Rus N Stojanović         | A Rus N Stojanović         | 6                | 6                |  |  |            |                         |                        | Arantxa Rus Nina Stojanović | 7          | 3 | [9] |        |                                  |        |        |        |  |
|  |                  | E Lechemia S Murray Sharan | E Lechemia S Murray Sharan | 4                | 3                |  |  |            | A Rus N Stojanović      | A Rus N Stojanović     | 6                           | 6          |   |     |        |                                  |        |        |        |  |
|  | WC               | N Noha Akugue E Seidel     | 4                          | 7                | [10]             |  |  | WC         | N Noha Akugue E Seidel  | N Noha Akugue E Seidel | 4                           | 3          |   |     |        |                                  |        |        |        |  |
|  | 2                | A Moratelli S Santamaria   | 6                          | 64               | [2]              |  |  |            |                         |                        |                             |            |   |     |        |                                  |        |        |        |  |